# Щавелев, Александр Владимирович
Алекса́ндр Влади́мирович Щавелев (1913 — неизвестно) — советский футболист, нападающий.
Играл за ЦДКА. Победитель осеннего чемпионата Москвы 1935. Первый матч в чемпионате СССР сыграл 23 мая 1936 года против ленинградской «Красной зари». За команду играл до 1938 года и провёл за неё 30 матчей и забил 2 гола. Дальнейшая судьба неизвестна.